# Euphorbia schimperiana
Euphorbia schimperiana är en törelväxtart som beskrevs av Scheele. Euphorbia schimperiana ingår i släktet törlar, och familjen törelväxter.

## Underarter
Arten delas in i följande underarter:
- E. s. pubescens
- E. s. schimperiana
- E. s. velutina